# Stig (namn)
Mansnamnet Stig, även Stieg, är av danskt ursprung (fornvästnordiska Stígr) och kommer av ordet stiga som betyder "vandrare". Det var ursprungligen ett binamn, som sedan blev ett förnamn. En "stigman" är en stråtrövare. Det har använts som dopnamn i Skåne sedan 1100-talet men blev allmänt i resten av landet först på 1800-talet.
Namnet har stadigt avtagit i popularitet sedan 1950-talet. 31 december 2005 fanns det totalt 66 103 personer i Sverige med namnet, varav 38 106 med det som tilltalsnamn. År 2003 fick 166 pojkar namnet, varav 3 fick det som tilltalsnamn.
De vanligaste smeknamnen är Stickan, Sigge[källa behövs], Stigge eller Stisse.
Namnsdag i Sverige: 17 december, (1986–1992: 13 september, 1993–2000: 14 december). I den finlandssvenska namnsdagslängden har Stig namnsdag 5 juni sedan starten 1929, då en egen namnsdagskalender togs i bruk för finlandssvenskar.

## Personer med namnet Stig eller Stieg
- Stig Alemyr (1924–2006), politiker (S)
- Stig Andersen Hvide (död 1293), Erik Klippings mördare
- Stig "Stikkan" Anderson (1931–1997), textförfattare, musikförläggare
- Stig Backman, flera personer
  - Stig Backman (historiker) (1905–1965), skolman
  - Stig Backman (läkare) (1916–1987), överläkare
- Stig Bergendorff, (1913–1995), skådespelare
- Stig Bergling (1937–2015), polisinspektör, spion
- Stig Blomberg (1901–1970), skulptör
- Stig Borglind (1892–1965), grafiker
- Stig Claesson (1928–2008), "Slas", författare, konstnär
- Stig Dagerman (1923–1954), författare
- Stig Engström (född 1942), skådespelare
- Stig Engström (1934–2000), utpekad som Olof Palmes mördare
- Stig H:son Ericson (1897–1985), marinchef, riksmarskalk
- Stig Ossian Ericson (1923–2012), skådespelare
- Stig Grybe (1928–2017), skådespelare, revyartist
- Stig Hagström (1932–2011), universitetskansler
- Stig Hansson, det egentliga namnet på Jules Sylvain (1900–1968), schlagerkompositör
- Stig Hellsten (1913–1999), biskop i Luleå stift
- Stig H Johansson (född 1945), travkusk, travtränare
- Stig-Göran "Stisse" Johansson (1943–2002), ishockeyspelare
- Stig Järrel (1910–1998), skådespelare
- Stig Larsson (född 1955), författare
- Stieg Larsson (1954–2004), journalist och kriminalförfattare
- Stig Lindberg (1916–1982), keramiker, formgivare
- Stig Lindbäck (1937–1999), friidrottare
- Stig-Björn Ljunggren (född 1957), statsvetare
- Stig Malm (1942–2021), ordförande i LO
- Stig Norén (1908–1996), flygvapenchef
- Stig Olin (1920–2008), skådespelare, regissör
- Stig Pettersson ("Stickan") (född 1935), friidrottare, höjdhoppare
- Stig Rybrant (1916–1985), kapellmästare, kompositör
- Stig Salming (född 1947), ishockeyspelare
- Stig Gustav Schönberg (född 1933), svensk tonsättare
- Stig Sjödin (1917–1993), författare
- Stig Sjölin (1928–1995), boxare, OS-brons 1952
- Stig Sjölund (född 1955), konstnär, professor
- Stig Sollander (1926–2019), alpin skidåkare
- Stig Stefanson (1909–2000), politiker
- Stig Strand (född 1956), alpin skidåkare
- Stig Strömholm (född 1931), professor emeritus, universitetsrektor, författare
- Stig Svensson (1914–2004), idrottsledare
- Stig Synnergren (1915–2004), officer, ÖB
- Stieg Trenter (1914–1967), kriminalförfattare
- Stig Tvilling (1928–1989), ishockeyspelare
- Stig Törnblom (1944–2001), skådespelare
- Stig Vig (1948–2012), musiker
- Stig Wallgren (1924–2003), reklamchef i underhållningsbranschen
- Stig Wennerström (1906–2006), överste, spion
- Stig Westerberg (1918–1999), dirigent
- Stig Östling (född 1948), ishockeyspelare

## Fiktiva karaktärer med namnet Stig
- Stig-Helmer Olsson, karaktär från bland annat filmen Sällskapsresan
- Stig Helmer, överläkare i TV-serien Riket
- ICA-Stig, karaktär i ICA:s reklamfilmer